# Kenji Takahashi (Fußballspieler, 1985)
Kenji Takahashi (japanisch 髙橋 健史 Takahashi Kenji; * 1. Januar 1985 in der Präfektur Osaka) ist ein japanischer Fußballspieler.

## Karriere
Takahashi erlernte das Fußballspielen in der Jugendmannschaft von Gamba Osaka und der Universitätsmannschaft der Ritsumeikan-Universität. Seinen ersten Vertrag unterschrieb er 2007 bei Tokushima Vortis. Der Verein spielte in der zweithöchsten Liga des Landes, der J2 League. Für den Verein absolvierte er neun Ligaspiele. 2009 wechselte er zu FC Osaka. Ende 2011 beendete er seine Karriere als Fußballspieler.